# Lenzspitze
De Lenzspitze is een 4294 meter hoge berg in de Walliser Alpen. De berg ligt in het Mischabelmassief, ten noorden van de Dom (4545 m) en ten zuiden van de Nadelhorn (4327 m). Karakteristiek voor de berg is zijn piramidevormige top en de messcherpe berggraten.
De Lenzspitze kan worden beklommen vanuit Randa in het Mattertal of vanuit Saas Fee in het Saastal. In nabijheid van de top liggen de berghutten Domhütte (2940 m) en Mischabelhütte (3329 m). Door de noordoostwand van de Lenzspitze voert een lange en bekende ijsklimroute naar de graat tussen Lenzspitze en Nadelhorn.
De eerste succesvolle beklimming dateert uit 1862. Op 16 september in dat jaar bereikten Andenmatten, B. Epiney, A. Supersaxo en J. Zimmerman als eersten de 4294 meter hoge top.